# آرثر توك
آرثر توك (بالإنجليزية: Arthur Tuck)‏ هو منافس ألعاب قوى أمريكي، ولد في 8 يوليو 1901 في بنتون في الولايات المتحدة، وتوفي في 15 أبريل 1979 في ريدموند في الولايات المتحدة.

## وصلات خارجية
- آرثر توك على موقع أوليمبيديا (الإنجليزية)